# Owning Mahowny
Owning Mahowny ist ein kanadisch-britisches Filmdrama des Regisseurs Richard Kwietniowski aus dem Jahr 2003 nach einer wahren Begebenheit der frühen 1980er Jahre in Toronto. Die Hauptrolle spielte Philip Seymour Hoffman.

## Handlung
Dan Mahownys geheimes Leben wurde an die Öffentlichkeit gebracht. Er blickt mit einem Psychologen darauf zurück:
Dan ist ein fleißiger, akkurater Bankangestellter, der sich trotz Beförderung keinen Luxus gönnt. Mit seiner Freundin Belinda führt er ein biederes Dasein. Als jüngster Assistant Manager (entspricht in etwa einem Prokuristen bzw. Handlungsbevollmächtigten in einer deutschen Bank) genießt er das volle Vertrauen des Bankdirektoriums.
Im Geheimen verfällt er jedoch immer mehr der Spielsucht. Wegen verlustreicher Pferdewetten bei seinem Buchmacher Frank Perlin beginnt er trotz schlechten Gewissens, seine Vertrauensposition bei der Bank zu nutzen, um an immer größere Geldbeträge zu kommen. Diese verwendet er für Einsätze in den Casinos von Atlantic City und in Las Vegas. Die spielenden Gäste werden videoüberwacht und vom berechnenden Casinomanager Victor Foss psychologisch studiert, um sie bei Laune zu halten, solange sie Geld haben. Dan Mahowny hat nie genug vom Spielen, egal ob er verliert oder gewinnt. Er nimmt sich keine Zeit zum Essen und Schlafen. Er vergisst seine im Hotelzimmer wartende Freundin, die sich immer mehr vernachlässigt fühlt. Dan verwettet immer größere Beträge. Er verliert, er unterschlägt Geld. Er ist ein gerne gesehener Gast im Casino, dem jeder mögliche Wunsch erfüllt werden soll. Dan will aber seine Ruhe beim Wetten und hat bis auf ein einfaches Essen keinerlei Bedürfnisse. Er will weder schnellen Sex, noch Alkohol, noch Drogen. Er erhält den Spitznamen Eismann, weil er kaum Gefühlsregungen zeigt und sich immer nur verbissen aufs Spiel konzentriert. Sein Kopf ist meist nach unten gerichtet, als könne er seinen Blick in keine andere Richtung, als auf den Spieltisch richten. Als Einziger ist der im Casino angestellte Bernie ehrlich und freundlich zu Dan. Sein Rat, mit einem Gewinn von neun Millionen Dollar den Spieltisch zu verlassen, bleibt ohne Wirkung, außer dass Bernie gefeuert wird. Dan kann nicht anders, als alles wieder zu verlieren. Auch seine Freundin kann ihm nicht helfen. Dan streitet seine Sucht ab. Er habe wegen seiner Schulden ein finanzielles Problem und nichts anderes. In der Bank werden trotz Revision keine verdächtigen Vorgänge gefunden.
Die Polizei überwacht inzwischen das Telefon des Buchmachers und wird dadurch auf Dan Mahowny aufmerksam. Weil soviel Geld umgesetzt wird, gehen sie zuerst von Drogengeschäften aus. Schließlich wird Dan wegen Verdachts auf Unterschlagung verhaftet. Überrascht stellt die Bank einen Fehlbetrag von 10,2 Millionen Dollar fest. Obwohl Dan alleine dafür verantwortlich ist, werden auch etliche andere Bankangestellte gekündigt. Belinda steht weiterhin zu Dan.
Im Abspann ist zu lesen, dass Dan wegen Bankbetrugs eine sechsjährige Haftstrafe erhielt, während eines kurzen Hafturlaubs seine Freundin Belinda heiratete und nach der Haftentlassung nie wieder gespielt hat. Das Verfahren der Bank gegen das Casino wurde außergerichtlich beigelegt. Auch erhielt sie jahrelang einen Teil des Verdienstes von Dan. Das Casino musste wegen Verstößen gegen die Glücksspielvorschriften einen vollen Tag lang geschlossen bleiben.

## Kritiken
- Das Lexikon des internationalen Films beschrieb den Film als „facettenreich“, „eindrucksvoll“ und „ironisch“.[2]

- „Fesselnde Studie einer Sucht, brillant gespielt […] Grandios: Hoffman spielt bis ans Limit, in seinem Antlitz spiegelt sich alles! Das unterkühlte Portrait eines ewigen Verlierers erzeugt – wie es der tragische Antiheld Hoffman treffend ausdrückt - ‚qualvolle Spannung‘.“ (Cinema)[3]

- „Regisseur Richard Kwietniowski ('Leben und Tod auf Long Island') erzählt nach wahren Begebenheiten eine dramatische Zocker-Story mit einem hervorragenden Philip Seymour Hoffman in der Hauptrolle. Leider haben sich in der Erzählung viele unnötige Längen eingeschlichen, die das kühle Drama oft müde wirken lassen.“ (Prisma)[4]

- Carsten Baumgardt, filmstarts.de, bezeichnete den Film als „intensiv“ und schrieb: „Wenn die (Film)Welt gerecht wäre, hätte er eine Oscarnominierung bekommen. (…) Aber immerhin hielt sich der Film, der mit maximal 24 Kopien lief, gut fünf Monate in den US-Kinos.“[5]

## Auszeichnungen
- 2004: Vancouver Film Critics Circle Award Philip Seymour Hoffman als bester Schauspieler
- 2004: Chlotrudis Award für Philip Seymour Hoffman als bester Schauspieler
- 2004: vier Nominierungen bei den Genie Awards:
  - Alessandro Camon, Seaton McLean, Andras Hamori für den besten Film
  - Tim Norfolk, Bob Locke, Jon Hassell, Richard Grassby-Lewis für die beste Musik
  - Philip Seymour Hoffman als bester Hauptdarsteller
  - Maurice Chauvet für das beste Drehbuch.
- 2005: nominiert für den Internationalen Literaturfilmpreis

## Hintergrundinformationen
Der biographische Film basiert auf dem Buch Stung: The Incredible Obsession of Brian Molony von Gary Stephen Ross. Das Buch war 1987 sechs Monate lang in der Bestsellerliste und gewann einige Preise. Der Autor übernahm 1982 aus Zeitungsartikeln in Toronto die Idee dieser wahren Geschichte über den größten Ein-Mann-Bankbetrug in der Geschichte Kanadas.
Der wirkliche Dan Mahowny war jahrelang spielsüchtig. Er verbüßte seine Gefängnisstrafe und hat nach einer Therapie nie wieder ein Spielcasino betreten. Er hat seine Freundin geheiratet und ist Berater einer Firma, die gegen Betrug ermittelt.
Das Budget des Films betrug etwa 10 Millionen US-Dollar, gedreht wurde ab März 2001. Produziert wurde der Film von der kanadischen Medienfirma Alliance Atlantis.
Der Film wurde am 23. Januar 2003 auf dem Sundance Film Festival uraufgeführt. Er lief bei den Internationalen Filmfestspielen in Berlin 2003 in der Sektion Panorama.
Der Film lief ab Oktober 2004 in den deutschen Kinos.
Seit Mai 2005 gibt es DVDs in Deutsch und Englisch. Sie enthalten deutsche Untertitel und ein Making of. Der Spielerfilm wurde im März 2006 erstmals im deutschen Fernsehen gezeigt.
Später wurde der Film auch unter dem Titel Nichts geht mehr – Das Millionenspiel des Dan Mahowny auf DVD veröffentlicht.